# Maison Péter Tóth
La Maison Péter Tóth (en hongrois : Tóth Péter-ház) est un édifice situé à Szeged.